# جون جاي أومالي
جون جاي أومالي (بالإنجليزية: John J. O'Malley)‏ هو مهندس معماري أمريكي، ولد في 19 نوفمبر 1915 في بروكلين في الولايات المتحدة، وتوفي في 20 مارس 1970 في بلاندوم في الولايات المتحدة.